# 일리야 쿨리크
일리야 알렉산드로비치 쿨리크(러시아어: Илья Александрович Кулик), 1977년 5월 23일 ~ )는 러시아의 남자 피겨 스케이팅 선수이다.
5세때부터 스케이트를 탔으며, 남자 싱글 부문 선수로 활동하여 1995년 세계 주니어 선수권에서 우승했다. 1996년 세계 선수권에서 2위에 올랐고, 1998년 동계 올림픽에서 금메달을 땄다. 은퇴 후 아이스쇼 등의 프로 무대에서 활동하고 있다. 러시아의 여자 피겨 스케이팅 선수로 페어 부문에서 두 차례 동계 올림픽 금메달을 획득한 예카테리나 고르데예바와 결혼했다.